# Burg Hohenrangendingen
Die Burg Hohenrangendingen ist eine abgegangene Spornburg auf der 511,7 m ü. NN hohen Anhöhe „Hochburg“ etwa 1100 Meter nordöstlich der Kirche der Gemeinde Rangendingen im Zollernalbkreis in Baden-Württemberg.

## Geschichte

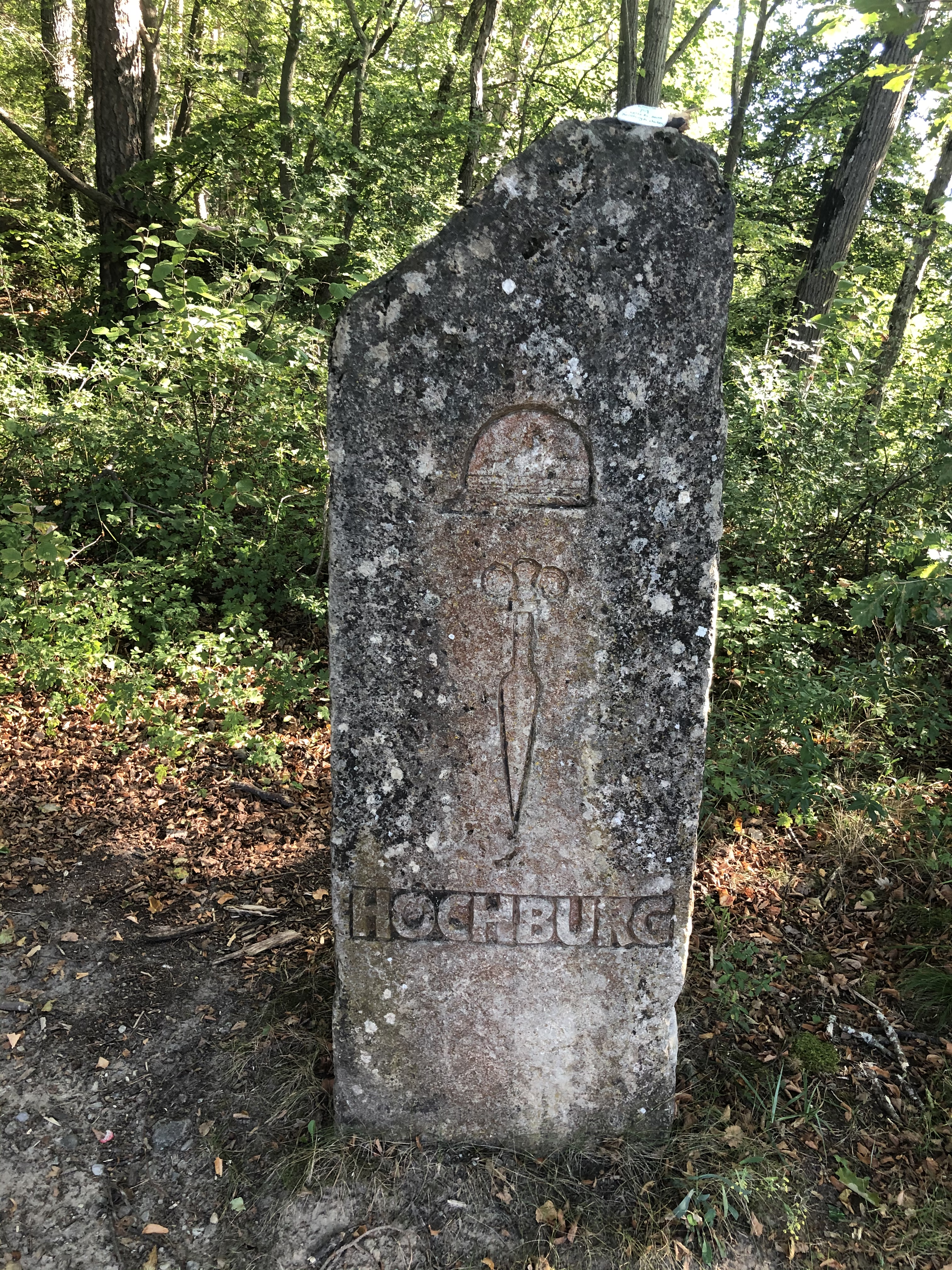
Gedenkstein

Über diese Burg sind bis heute keine urkundlichen Nachweise bekannt, sie gilt als Stammsitz der Herren von Rangendingen. Errichtet wurde sie wohl während des 13. Jahrhunderts, 1277 wurde der Ortsadel mit Burkart von Rangendingen erstmals erwähnt. Daneben werden auch 1289 ein Konrad und 1294 ein Dietrich von Rangendingen genannt, vermutlich Söhne von Burkart.

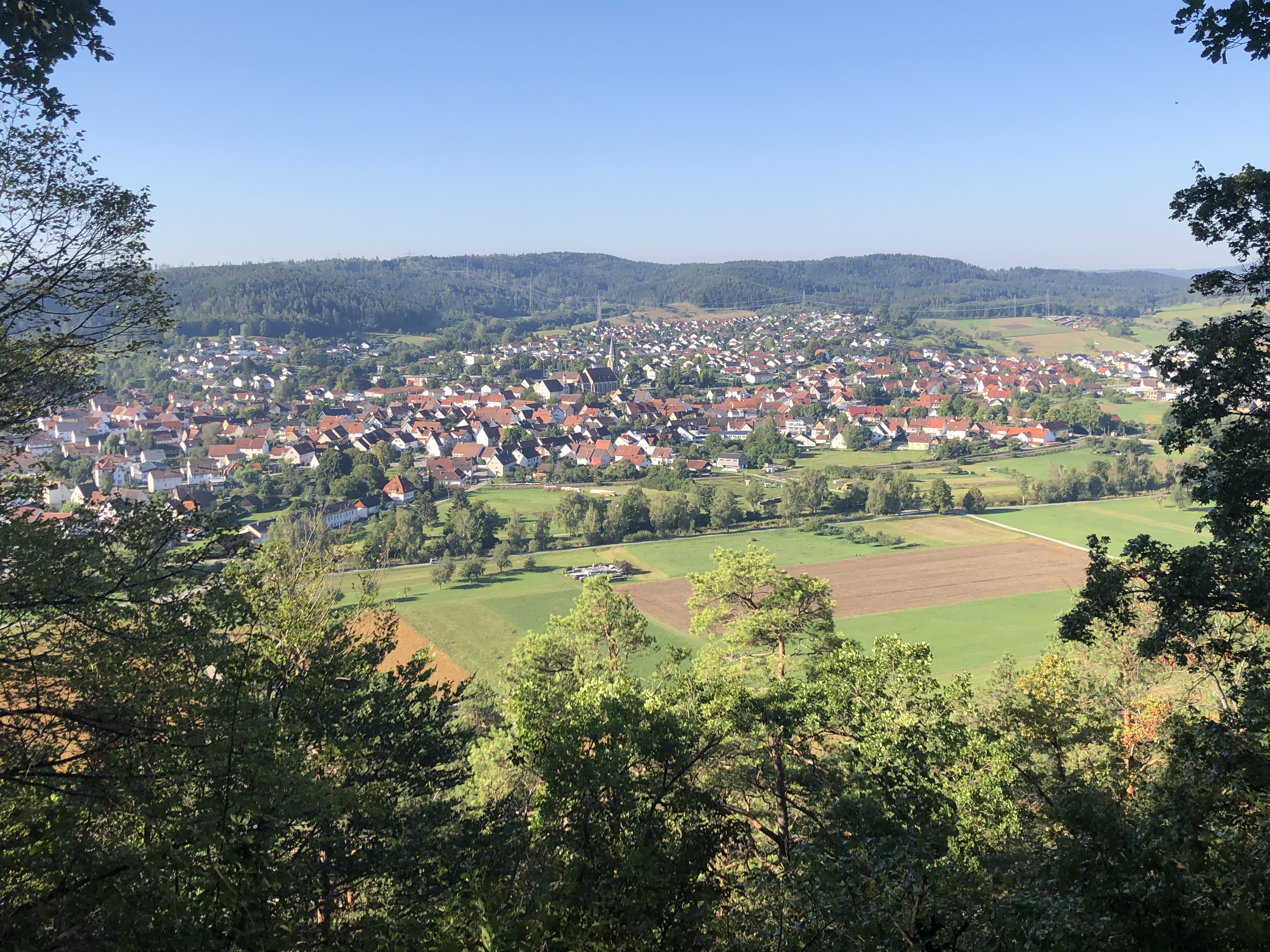
Blick vom Burgstall auf Rangendingen

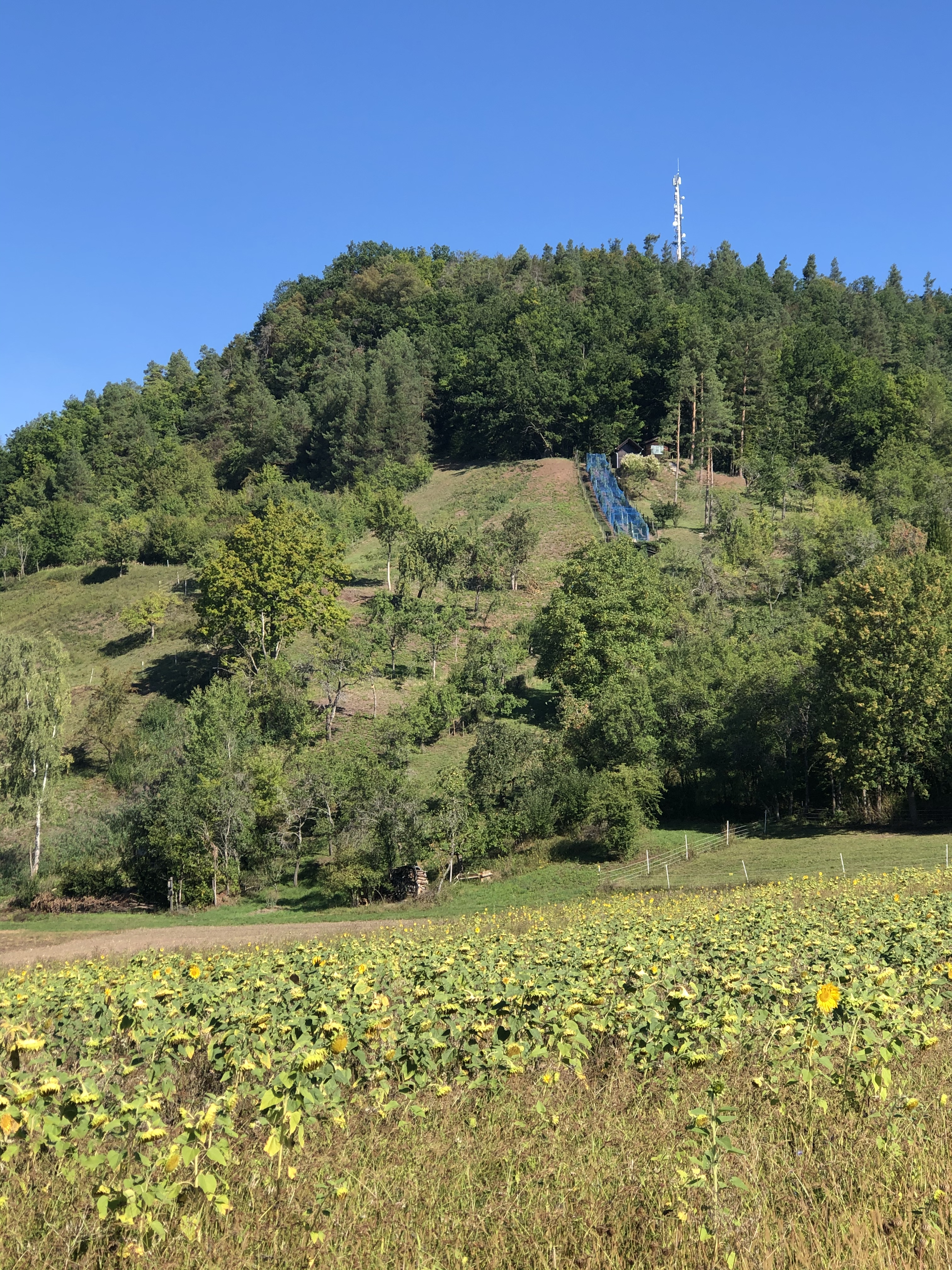
Die Burg lag auf dem Bergsporn unterhalb des heutigen Sendemasts.

1311 war der Rangendinger Ortsadel mit Konrad ausgestorben, die Burg wurde spätestens zu dieser Zeit aufgegeben.

## Beschreibung
Der Burgstall der Höhenburg liegt auf einem nach Süden gerichteten Sporn der sogenannten Hochburg, der auf drei Seiten steil zu Tal abfällt, und so von Natur aus sehr gut geschützt war. Nach Norden steigt die Hochburg noch etwa 30 Meter weiter an, und überhöht so das Burggelände, hier musste die Burg durch drei Halsgräben geschützt werden. Der äußerste, bogenförmige Graben überquert den Bergsporn oberhalb des Sendeturmes, etwa 200 Meter vor seiner Spitze. Er ist bis zu sieben Meter breit und noch bis zu zwei Meter tief. Ihm folgt ein 1,50 Meter hoher Wall in fünf Meter Entfernung.
Ein zweiter Graben über den Berg verläuft 100 Meter weiter in Richtung Spornspitze, auch ihm folgt ein 1,50 Meter hoher Wall. Diese beiden Gräben dürften aber nicht von der mittelalterlichen Befestigung stammen, sondern von einer Vorgängeranlage des Frühmittelalters oder der Vorgeschichte.
Der dritte, von der Burg stammende Halsgraben liegt 40 Meter vor dem Spornende, er ist 35 Meter lang und vier bis sechs Meter tief. Am Westhang geht er in eine Geländerinne über, so dass er wohl teilweise natürlichen Ursprungs ist und beim Bau der Burg noch vertieft und erweitert wurde. An seiner Innenseite befindet sich ein 2,50 Meter hoher Steinwall.
Der Burgbereich ist von dreieckiger Form und misst etwa 40 Meter in der Länge sowie bis zu 27 Meter in der Breite am Wall. Zur Spornspitze hin fällt das Gelände etwa 3,50 Meter ab. Der Westhang wird durch einen steil abfallenden, teilweise mit Felsen durchsetzten Abhang gebildet, hier ist durch Felsabgänge ein Teil der Burgfläche abgerutscht. Die Ostseite bildet eine nachgesteilte Hangkante, bei der sich wohl auch der frühere Zugang zur Burg befand. Unter der Spornspitze liegt eine kleine Hangterrasse, ob sie einst zum Burgbereich gehörte, ist nicht bekannt.
Reste einstiger Bebauung lassen sich nicht mehr feststellen; da sich auch keine Mauerreste oder Mörtelspuren finden, könnte die Burg in Holz- bzw. Fachwerkbauweise errichtet worden sein.